# Rutimovuo naturreservat
Rutimovuo naturreservatt är ett naturreservat i Ljusdals kommun i Gävleborgs län.
Området är naturskyddat sedan 2024 och är 813 hektar stort. Reservatet ligger nordväst om Edsbyn och består av myrlandskap och  tall- och blandbarrskogar,